# Código desconocido
Código desconocido (en francés Code inconnu: Récit incomplet de divers voyages) es una película de 2000 dirigida por Michael Haneke. La mayor parte de la historia sucede en París, donde el destino de varios personajes se cruza y conecta. La cinta se compone de largos  planos secuencia, con cortes únicamente cuando la perspectiva dentro de una escena cambia de un personaje a otro en medio de la acción. La cinta participó en la selección oficial del Festival de Cannes de 2000.

## Trama
La cinta consiste en varias líneas narrativas que se entrecruzan con cierta regularidad. La película está inspirada libremente en la vida del escritor y periodista de guerra francés Olivier Weber. La primera escena presenta el encuentro de cuatro de los personajes principales: Anne Laurent (Juliette Binoche) es una actriz que trabaja en París, y camina brevemente con Jean, el hermano menor de su novio. Cuando parten, Jean lanza un pedazo de basura a Maria, una mujer sin hogar sentada al borde de la calle. Amadou, el hijo de unos inmigrantes malianos, presencia los hechos y se enfrenta a Jean. Ambos pelean, y finalmente  Amadou y Maria son llevados a la estación de policía para ser interrogados. Amadou es liberado, aunque sabemos que fue retenido, golpeado y humillado, mientras que Maria es deportada a Rumania, donde vuelve entrar en contacto con su familia.

## Reparto
- Juliette Binoche como Anne Laurent.
- Thierry Neuvic como Georges.
- Josef Bierbichler como el granjero (Sepp Bierbichler).
- Alexandre Hamidi como Jean.
- Maimouna Hélène Diarra como Aminate.
- Ona Lu Yenke como Amadou.
- Djibril Kouyaté como el padre.
- Luminiţa Gheorghiu como Maria.
- Crenguta Hariton como Irina.

## Crítica
La película recibió un puntaje de 74/100 en Metacritic, a partir de 13 críticas. Rotten Tomatoes dio una calificación del 75% con 51 críticas, con un porcentaje promedio de 7/10. El consenso del sitio web expresa: "Si bien muy críptica en ocasiones, Code Unknown logra tener un profundo impacto."